# Pedilophorus subcanus
Pedilophorus subcanus là một loài bọ cánh cứng trong họ Byrrhidae. Loài này được Le Conte, J L miêu tả khoa học năm 1878.